# Polydore Holvoet
Polydore Gentil Holvoet (Templeuve, 10 maart 1900 - Koekelare, 3 januari 1972) was een Belgisch liberaal senator, volksvertegenwoordiger en burgemeester van Koekelare.

## Biografie
Holvoet promoveerde in 1925 tot doctor in de veeartsenijkunde in Kuregem en werd beroepshalve dierenarts. Hij was oud-strijder van de Tweede Wereldoorlog.
In 1950 werd hij voor de Liberale Partij verkozen in de Senaat als rechtstreeks gekozen senator voor het arrondissement Veurne-Diksmuide-Oostende. Hij bleef dit tot in 1954.
Voor de PVV zetelde hij van 1965 tot 1972 voor het arrondissement Veurne-Diksmuide-Oostende in de Kamer van volksvertegenwoordigers. Tot aan zijn overlijden op 3 januari 1972 had hij als gevolg van het toen bestaande dubbelmandaat gedurende net geen maand zitting in de Cultuurraad voor de Nederlandse Cultuurgemeenschap, die op 7 december 1971 werd geïnstalleerd en de verre voorloper is van het Vlaams Parlement.
In 1954 werd Holvoet eveneens verkozen tot gemeenteraadslid van Koekelare. In 1971 fusioneerde Koekelare met Zande en Bovekerke en Holvoet werd de eerste burgemeester van de fusiegemeente. Hij bekleedde dit ambt tot aan zijn dood.
Holvoet was op 23 februari 1927 in Lapscheure gehuwd met Gabrielle Strubbe. Hun zoon Walther Holvoet werd ook burgemeester van Koekelare.